# Thomas Lurz
Thomas Lurz (* 28. listopadu 1979 Würzburg) je bývalý německý reprezentant v dálkovém plavání. Je absolventem Hochschule für angewandte Wissenschaften Würzburg-Schweinfurt, příslušníkem Bundeswehru a pracuje pro firmu s.Oliver. Závodil za klub SV Würzburg 05, kariéru ukončil v roce 2015.
Začínal s bazénovým plaváním, na 1500 m volným způsobem obsadil 22. místo na LOH 2004 a získal stříbrnou medaili na univerziádě v roce 2005.
V dálkovém plavání začal reprezentovat v roce 2001. Získal dvanáct titulů mistra světa v plavání: vyhrál závod na 5 km v letech 2005, 2006, 2007, 2008, 2009, 2010 a 2011, na 10 km v letech 2004, 2006 a 2009, na 25 km v roce 2013 a závod družstev v roce 2013. Na mistrovství Evropy v plavání vyhrál na 5 km v roce 2006 a na 10 km v letech 2006, 2008, 2010 a 2011. Na olympiádě byl třetí v roce 2008 a druhý v roce 2012. Je desetinásobným plaveckým mistrem Německa.
Jeho bratr Stefan Lurz je trenérem plavání, švagrová Annika Lurzová je plaveckou mistryní Evropy.
V letech 2005, 2006, 2009, 2011 a 2013 byl časopisem Swimming World vyhlášen nejlepším dálkovým plavcem světa.